# Джон Ръскин
Джон Ръскин (на английски: John Ruskin) (8 февруари 1819 – 20 януари 1900) е най-значимият изкуствовед и художествен критик през Викторианската епоха; меценат, акварелист, обществен мислител и филантроп. Автор на множество произведения в различни области: от естествени науки (геология, ботаника, орнитология) през изкуства (архитектура, митология, литература) до обществени науки (политическа икономика, социална политика, образование). Стилът му на писане е подобаващо разнообразен, като в началото е високо литературен, но с течение на времето се опростява с цел да стане по-широкодостъпен. Автор е на редица есета, трактати, лекции, поеми, пътеводители, наръчници, приказки, ескизи, и богата кореспонденция. Във всичките си писания набляга върху връзката между природата, изкуството и обществото.
Радва се на голяма популярност и обществено влияние във Великобритания, Европа и Северна Америка през втората половина на XIX век и до началото на Първата световна война.
Ръскин прави впечатление с излезлия през 1843 г. първи том на „Съвременни художници“ (Modern Painters), в който разглежда творчеството на Уилям Търнър и защитава тезата, че основната роля на художника е „истинността към природата“. През 1850-те години поддържа течението на прерафаелитите, които са силно впечатлени от неговите идеи. По-късно творчеството му се съсредоточава върху социални и политически въпроси.
През 1869 г. Ръскин става професор по изящни изкуства в Оксфордския университет, където и основава школа по графика.
Между 1871 г. и 1884 г. публикува серия от месечни „писма до работниците и тружениците във Великобритания“, в които осмисля и описва своята представа за принципите, върху които се гради идеалното общество. В резултат на това основава Гилдията на Сейнт Джордж, която съществува и до днес.

## Оценки
След известно затишие авторитетът на Ръскин отново е признат в началото на 1960-те години след публикуването на няколко академични изследвания на личността и творчеството му. Днес е признат като пионер в социалното мислене по въпросите на околната среда, устойчивото развитие, изкуството и занаятите. Неговите собствени рисунки и акварели намират все по-голямо признание, както и ролята му за процъфтяване на британското изобразително изкуство, архитектура и декоративни изкуства през втората половина на 19 век. Най-ценен е приносът му като надарен писател, като поетът Матю Андрюс говори за „гений, чувство и темперамент“, които демонстрира в четвъртия том на „Съвременни художници“. Необикновената му дарба да вижда нещата и да ги предаде на читателя превръщат неговите творби не само във важен епизод от историята на добрия вкус, но и значима част от английската литература.